# Гангток
Гангток (неп./хинди: गंगटोक) је главни и највећи град некадашње краљевине, а сада индијске државе Сиким. Град је уједно и њено најзначајније привредно средиште и туристички центар. Налази се на југоистоку дистрикта Источни Сиким, на јужним падинама Хималаја, на надморској висини од око 1800 m. У граду живи више од 100.000 становника различитих етничких група као што су Бутија, Ронкупи и Гурке. Град има умерену климу током целе године. Ганток је седиште сикимске туристичке индустрије.
Град је један од центара тибетанског будизма са много манастира и верских школа. Истиче се као популарно будистичко ходочасничко место након изградње манастира Енчеј 1840. године. Град је постао престоница 1894. године. Након што је Индија 1947. године стекла независност од Велике Британије, Сиким је одлучио да остане независна монархија, са Гангтоком као главном градом. Године 1975. након интеграције са Индијом, Ганток је постао њена 22. држава. Значење имена града је нејасно, мада се верује да означава „пресечено брдо”.

## Историјат
Као ни о Сикиму, није се много знало о историји града Гангтока. Најранији записи сачувани су у манастиру Гангток и потичу из 1716. године. Гангток је био мали заселад, а након изградње манастарија Енчеј 1840. године, постао је ходочасни центар и главни град Сикима након британског освојања средином 19. века. Након пораза Тибетанаца од Британаца, Гангток је постао главни центар трговине између Тибета и Британске Индије крајем 19. века, већина путева у граду изграђена је у том периоду.
Године 1984. Тутоб Намгиал сикимски монах под британском влашћу, преусмерио је престониоцу из Тумлонга у Гангток и тако повећао важност града. У новој престоници саграђена је нова велика палата заједно са другим државним зградама. Након независности Индије 1947. године Сиким постаје национална држава са Гангтоком као главним градом. Сиким је дошао под суверенитет Индије, са условом да задржи своју независност. Трговина између Тибета и Индије наставила је да се развија кроз прелазе Натула и Јелепла, изданке древног пута свиле који се налази близу Гангтока. Ови гранични прелази затворено су након Кинеско-индијскох рата 1962. године, што је ослабило трговину у граду. Прелаз Натхула отворен је за ограничену трговину 2006. године, што је ојачало економију града.
Године 1975. након вишегодишње политичке несигурности и борбе, укључујући нереде, монархија је укинута и Сиким је постао двадесет и друга држава Индије, а Гангток је био главни град после референдума. Гангток је место где су се појављивала клизишта, што је резултирало губицима живота и имовинском штетом. Највећа катастрофа догодила се у јуну 1997. године, када је погинуло 38 људи, а стотине зграда уништено.

## Географија
Гангток је стациониран у доњим деловима Хималаја на надморској висини од 1.650 м. Град лежи на брду на коме се налази гуверненска резиденција, а на другом крају палата на надморској висини око 1800 м. Гангток је на истоку и западу повезан са два тока река Роро Чу и Раникола. Ове реке деле град на источни и западни. Већина путева у граду су стрми, а зграду су саграђене на нестабилном тлу.
Већина државе Сиким, укључујући и Гангток окружена је стенема и падинама где се повремено стварају клизишта, чему доприносе природни водотци који окружују град. Према Бироу за индијске стандарде, град се налази у зони IV сеизмичке активности и подложан је честим земљотресима. Брда се налазе на виших врховима града и често су покривени снежним покривачем. Планина Канченџунга (8,598 м) трећи је највиши планински врх на свету и налази се западно од града. Постојање стрмих падина, рањивост клизишта, велико шумско покривање и неадекватан приступ већини подручја били су главна препрека природном и уравнотеженом расту града.
Око Гангтока постоје густа шумовита подручја, која се састоје од умерених, листопадних шума тополе, брезе, храста и бреста, као и зимзелених игластих стабала влажне алпске зоне. Орхидеје су честе, а ретке сорте орхидеја представљене су у изложбама цвећа у граду. Бамбуса такође има у изобиљу. У нижим токовима града вегетација се постепено мења из алпске у умерено листопадну и суптропску климу. Цветови као што су сунцокрет, невен и други пописани су у гради и цветају, посебно у новембру и децембру.
| Клима Гангток (1981–2010, 1966—данас)  | Клима Гангток (1981–2010, 1966—данас) | Клима Гангток (1981–2010, 1966—данас) | Клима Гангток (1981–2010, 1966—данас) | Клима Гангток (1981–2010, 1966—данас) | Клима Гангток (1981–2010, 1966—данас) | Клима Гангток (1981–2010, 1966—данас) | Клима Гангток (1981–2010, 1966—данас) | Клима Гангток (1981–2010, 1966—данас) | Клима Гангток (1981–2010, 1966—данас) | Клима Гангток (1981–2010, 1966—данас) | Клима Гангток (1981–2010, 1966—данас) | Клима Гангток (1981–2010, 1966—данас) | Клима Гангток (1981–2010, 1966—данас) |
| Показатељ \ Месец                      | .Јан.                                 | .Феб.                                 | .Мар.                                 | .Апр.                                 | .Мај.                                 | .Јун.                                 | .Јул.                                 | .Авг.                                 | .Сеп.                                 | .Окт.                                 | .Нов.                                 | .Дец.                                 | .Год.                                 |
| -------------------------------------- | ------------------------------------- | ------------------------------------- | ------------------------------------- | ------------------------------------- | ------------------------------------- | ------------------------------------- | ------------------------------------- | ------------------------------------- | ------------------------------------- | ------------------------------------- | ------------------------------------- | ------------------------------------- | ------------------------------------- |
| Апсолутни максимум, °C (°F)            | 19,9 (67,8)                           | 22,0 (71,6)                           | 27,6 (81,7)                           | 27,3 (81,1)                           | 28,5 (83,3)                           | 28,4 (83,1)                           | 28,4 (83,1)                           | 29,9 (85,8)                           | 28,5 (83,3)                           | 27,2 (81)                             | 25,5 (77,9)                           | 24,0 (75,2)                           | 29,9 (85,8)                           |
| Максимум, °C (°F)                      | 12,3 (54,1)                           | 13,8 (56,8)                           | 17,5 (63,5)                           | 20,5 (68,9)                           | 21,4 (70,5)                           | 22,0 (71,6)                           | 21,6 (70,9)                           | 22,2 (72)                             | 21,4 (70,5)                           | 20,4 (68,7)                           | 17,1 (62,8)                           | 13,9 (57)                             | 18,7 (65,7)                           |
| Минимум, °C (°F)                       | 4,7 (40,5)                            | 6,1 (43)                              | 9,2 (48,6)                            | 11,8 (53,2)                           | 14,0 (57,2)                           | 16,4 (61,5)                           | 17,0 (62,6)                           | 16,9 (62,4)                           | 15,9 (60,6)                           | 12,8 (55)                             | 9,1 (48,4)                            | 6,2 (43,2)                            | 11,7 (53,1)                           |
| Апсолутни минимум, °C (°F)             | −2,2 (28)                             | −1,1 (30)                             | 1,4 (34,5)                            | 2,9 (37,2)                            | 6,6 (43,9)                            | 10,0 (50)                             | 11,3 (52,3)                           | 10,8 (51,4)                           | 7,7 (45,9)                            | 4,3 (39,7)                            | 2,4 (36,3)                            | −1,7 (28,9)                           | −2,2 (28)                             |
| Количина кише, mm (in)                 | 27,1 (1,067)                          | 72,2 (2,843)                          | 126,4 (4,976)                         | 296,9 (11,689)                        | 496,4 (19,543)                        | 609,8 (24,008)                        | 626,3 (24,657)                        | 565,9 (22,28)                         | 438,7 (17,272)                        | 173,4 (6,827)                         | 37,9 (1,492)                          | 19,5 (0,768)                          | 3.490,4 (137,417)                     |
| Дани са кишом                          | 2,4                                   | 5,4                                   | 9,2                                   | 15,2                                  | 20,1                                  | 23,6                                  | 27,0                                  | 24,7                                  | 20,8                                  | 8,4                                   | 2,3                                   | 1,7                                   | 161,0                                 |
| Релативна влажност, % (у 17:30 IST ч.) | 77                                    | 78                                    | 76                                    | 78                                    | 85                                    | 89                                    | 92                                    | 92                                    | 90                                    | 83                                    | 79                                    | 77                                    | 83                                    |
| Извор: India Meteorological Department |                                       |                                       |                                       |                                       |                                       |                                       |                                       |                                       |                                       |                                       |                                       |                                       |                                       |

Гангток карактерише субтропска високогорска клима, због чега град има благу и умерено климу током целе године. Као и већина хималајских градова, Гангток има пет сезона: лето, монсунски период, јесен, зима и пролеће. Температуре се крећу од просечног максимума од 22 °C током лета до просечног минимума од 4 °C зими. Лета трају од краја априла до јуна, блага су и максималне температуре ретко прелазе 25 °C.
Монсунску сезону од јуна до септембра карактеришу снажне бујице кише које често изазивају клизишта која блокирају Гангток.  Падавина је више  у граду мало пре почетка монсуна у мају, а достиже максимум током монсуна, док јул бележи највиши месечни просек од 649,6 мм. Зими температура у просеку износи између 4 °C и 7 °C. Снежне падавине су ретке, у граду је снаг падао 1990, 2004, 2005. и 2020. године. Температуре испод нуле такође су ретке. Зими време може бити поприлично нестабилно, да се нагло мења од од јаког сунца и ведрог неба до јаких киша у року од неколико сати. Током пролећа и јесени време је углавном сунчано. Због надморске висине над Гангтоком се често спусти магла током монсунских и зимских месеци.

## Економија
Ганток има највећи удео туризма у Сикиму. Летња и пролећна сезона су најпопуларније туристичке сезоне. Многи становници Гангтока запослени су директно и индиректно у туристичкој индустрији, а многи од њих власници су или раде у хотелима и ресторанима. Екотуризам је постао важна економска активност у региону која укључује планинарење, рафтинг и друге активности у природи. Процењује се да је у 2007. години Сиким посетила 351.000 туриста.
Прелаз Натхула, који се налази око 50 км од Гангтока, некада је био главни пут трговине вуне, крзна и зачина са Тибета и подстакао економски раст за Гангток до средине 20. века. Године 1962, након што је граница затворена током кинеско-индијског рата, Гангток је пао у рецесију. Прелаз је поново отворен 2006. године, због чега је економија града знатно побољшана. Сикинска Влада жели да отвори аутобуску линију од Гангтока до града Ласе у Кини преко прелаза Натхула. На планинским теренима Гангтока и Сикина недостаје возни и ваздушни транспорт, што ограничава потенцијал тог подручја за брзи индустријски развој.
Економија Гангтока нема велику производну базу, али има успешну малу индустрију у изради сатова, алкохола и рукотворина које пласира широм Индије.  Међу рукотворинама су ручно рађене ствари од папира, биљних влакана или од памука. Велики број становника из сеоских насеља у околини града излаже своје производе и продаје их широм државе. Као део Сикима, Гангток ужива статус регије која није ослобођена пореза на доходак према државном Закону о порезу на доходак из 1948. године. Како је Сиким погранична држава, индијска војска често борави у близини Гангтока, што доноси новац у локалну заједницу.
Пољопривреда игра велику улогу у економија Гангтока. Влада Сикима је 2003. године уложила у органску производњу воћа и поврћа, а циљ којем су тежили остварен је 2016. године. Ово достигнуће нуди нове извозне могућности за раст пољопривредног сектора, постизање половних цена и нове могућности за агротуризам.

## Администрација и установе
Гангтоном управља општина служба Гангтон заједно са различитим одељењима Владе Сиким, посебно одељењем за Урбани развој и стамбено збрињавање и Одељењем за јавно здравство. Ова одељења пружају општинске функције као што су одвоз смећа, снабдевање водом, прикупљање пореза, додељивање дозвола и грађанска инфраструктура. Као седиште округа Источни Сиким, у Гангтоку су смештене канцеларије окружне администрације коју именоује Влада Индије. Гангток је такође седиште Вишег суда у Сикиму, који је најмањи високи суд у Индији по површини и броју становника у надлежности. Гангток нема свог полицијског комесара као и други главни градови у Индији. Уместо тога, она је под надлежношћу државне полиције, на чијем челу је генерални директор полиције, мада генерални инспектор полиције надгледа град. Град бира једног члана у законодавној скупштини Сикима. Сиким је познат по веома ниској стопи криминала, а у граду се налази један затвор.
Средиште будистичког учења и културе, најистакнутије будистичке институције Гангтока су манастир Енцej, комплекс Ступа До-друл и манастир Румтек. Манастир Енчи најстарији је манастир у граду. Двестогодишњи барокни манастир Enči чува слике богова, богиња и других верских артефаката, као и свете књиге и мантре. У оквиру комплекса налази се и верска школа. Манастир Румтек на периферији града један је од најсветијих манастира будизма. Манастир је седиште реда Кагиу, једне од главних тибетанских секти и у њему се налазе неки од најсветијих тибетанских будистичких списа на свету. Изграђен је шездесетих година 20. века, зграда је направљена по узору на сличан манастир у Лхаси, на Тибету. Румтек је био фокус међународне медијске пажње 2000. године након што је седамнаеста Кармапа напустила Лхасу и потражила уточиште у овом манастиру.
Гангток се готово непрекидно снабдева струјом због бројних хидроелектрана које га окружују. Сеоске путеве око Гангтока одржава Организација граничних путева, дивизија индијске војске. Извештава се да је неколико путева у Гангтоку у лошем стању, док активности на изградњи објеката и даље остају готово неспутане у овом граду без одговарајуће копнене инфраструктуре. Већина домаћинстава снабдева се централним водним системом, главни извор водоснабдевања је река Ратичу, која се налази око 16 км од града на надморској висини од 2621 м. Његово постројење за пречишћавање воде налази се у Селепу. Река Ратичу напаја се снегом и има вишегодишње потоке. Пошто у сливу нема насељених места, осим малог војног насеља, животна средина је релативно добро очувана и вода је веома доброг квалитета. Одељење за управљање руралним развојем и развојем владе Сиким користи 40 сезонских локалних извора за снабдевање водом у удаљеним руралним областима. Око 40% становништва Гангтока има приступ канализацији. Густо насељено градско подручје Гангтока нема комбиновани систем одводње за испуштање кишнице и отпадних вода из зграда. Процењени чврсти отпад који се ствара у граду Гангток износи око 45 тона годишње. Сакупљени отпад одлаже се на депонију која се налази око 20 км од града. Не постоји прикупљање отпада из неприступачних подручја до којих возила не могу доћи, нити постоји било који систем сакупљања отпада у суседним руралним подручјима. Град је под државном забраном за употребу полиетиленских кеса.
Тибетански музеј у Гангтоку чува велику колекцију маски, будистичких светих списа, статуа и таписерија. Садржи преко двеста будистичких икона и центар је проучавања будистичке филозофије. Храм Такурбари, смештен је у срцу града, основан 1935. године на главном парчету земље који је даровала тадашња Махараја Сиким, један од најстаријих и најпознатијих хиндуистичких храмова у граду. У зоолошком врту у граду налазе се животиње попут хималајског црног медведа, црвене панде, снежни леопард и друге животиње. Ботаничка башта под називом Џавахарлала Нехру налази се у граду и у њој расте велики број врста орхидеја и педесет других различитих дрвећа, укључујући неколико врста храстова.

## Саобраћај
Таксији су најзаступљенији јавни превоз унутар Гангтока. Већина становника живи неколико километара од центра града, а многи имају своја возила, попут двоколица и аутомобила. Део личних возила и таксија у комбинацији је 98% укупног возила Гангтока, што је висок проценат у поређењу с другим индијским градовима.  Градски аутобуси чине мање од једног процента возила.
Они који путују на веће удаљености углавном користе џипове, неку врсту јавних таксија. Погон на сва четири точка користи се за лако кретање по стрмим падинама путева. Кабинска жичара дугачка 1 км са три застоја повезује доња предграђа Гангтока са законодавном скупштином Сиким у централном Гангтоку и горњим предграђима. Гангток је повезан са остатком Индије аутопутем који повезује Гангток са Силигуриом, смештеном 114 км у суседној држави Западни Бенгал. Редовни џипови, комбији и аутобуске линије повезују ове околне са Гангтоком.  Гангток је линеарни град који се развио дуж магистралних путева, нарочито Националног аутопута 31а.
Најближа пруга повезана са остатком Индије је станица Њу Џалпагури, која се налази 124 км од Гангтока. У близини града налази се аеродром Пакионг, који се простире на 400 хектара, око 35 км јужно од Гангтока. Пакионг је један од највећих аеродрома у Индији и једини у држави Сиким. Отворио га је индијски премијер Нарендра Моди, 24. септембра 2018. године, а први комерцијални летови започели су 4. октобра 2018. године између Пакионга и Калкуте.

## Демографија
Према попису становништва Индије за 2011. годину, становништво општинске корпорације Гангток процењује се на 98.658 становника. Мушкарци су чинили 53% популације, а жене 47%. Општина Гангток у округу Источни Сиким имала је 281.293 становника, Гангток има просечну стопу писмености 82,17%, вишу од националног просека од 74%; писмених мушкараца је 85,33%, а жена 78,68%. Око 8% становништва Гангтока живи у девет пријављених сламова и сквертер насеља, све на владином земљишту. Све више људи живи у областима које описују карактеристике сламова, али још увек нису пријављени као сламови јер су се развили на приватном земљишту. Od укупног градског становништва Сикима, општинска корпорација Гангток има удео од 55,5%. Укључујући Гангток, Источни округ има удео од 88% у укупном градском становништву. Квалитет живота, темпо развоја и доступност основне инфраструктуре и могућности запослења били су главни узрок брзе миграције у град. Са овом миграцијом, градске службе су под притиском, појачане недостатком расположивог земљишта за развој инфраструктуре.
Етнички Непалци, који су се настанили у региону за време британске владавине, чине већину становника Гангтока. Ронкупи и Бутији такође представљају значајан део становништва града. Поред тога град настањује велики број Тибетанац, као и миграната укључјући Марваре, Бихарце и Бенгалце. Хиндуизам и будизам су најзначајније религије у Гангтоку. Гангток такође има значајно хришћанско становништво и малу муслиманску мањину. Презбитеријанска црква североистока, римокатоличка црква и џамија Ањуман у Гангтоку су главни верски објекти. Град никада није био под комунизмом, нити је никада у својој историји био место верских сукоба. Непалски језик се најчешће говори у Сикиму, као и у Гангтоку. Енглески и хинди језик службени су језици Сикима и Индије и такође се говоре у великој мери у Гангтоку. Остали језици који се говоре на Гангтоку укључују сикимешки, ронкупски и стандардни тибетски језик.

## Култура и образовање
Осим главних религијских фестивала и празник као што су  Дашаин, Тихар, Божић, Холи итд. Разнолико етничко становништво града слави и неколико локалних фестивала. Тибетанци слави Нову годину у јануару или фебруару. Популарна храна у Гангтоку је момо, кнедле са свињетином, говедином и поврћем у куваном тесту, које се служи уз супу. Грађани Гангтока једу више врста резанаца, а траиционалне су зачињене пљескавице. Ресторани нуде широк избор традиционалне индијске, континенталне и кинеске кухиње како би се удовољило туристима. Локално пиво из града је Чанг и традиционално се сервира у чашама од бамбуса и пије кроз сламке од бамбуса или трске.
Фудбал, крикет и стреличарство су најпопуларни спортови у граду. Стадион Паљор, у којем се одржавају фудбалске утакмице, једини је спортски терен у граду.
Гангтоковим школама управља држава или приватне и верске организације. Школе углавном користе енглески и непалски језик као медиј њихове наставе. Школе су или повезане са Индијским сертификатом о средњем образовању, Централним одбором за средњошколско образовање или Националним институтом за отворено школовање. Факултети у граду укључују Сиким Владин факултет, Сиким Владин правни факултет и Дамбер Синг факултет. Универзитет Сиким основан 2007. године, функционише у Гангтоку и уди широк спектар курсева и њему је придружен одређени број института. Од Универзитета Сиким 8 км удаљено је седиште Универзитет Манипал Сиким у коме се налазе Институт медицинских наука Сиким и Технички институт Сиким. Национални отворени универзитет Индира Ганди такође има регионални центар у граду. Постоје и друге институције које нуде дипломе из будистичке литературе, угоститељства и других вансезонских области. Окружни завод за образовање и обуку и Државни завод за образовање спроводе програме обуке наставника.
У Сикиму се објављује више од 50 новина. Објављују се више локалних непалских и новина на енглесом језику, док се такође дистрибуирају регионалне и националне новине на хинди и енглеском језику, штампане другде у Индији. Новине на енглеском језику укључују The Statesman и The Telegraph. Гангток има две биоскопске дворане у којима се приказују непалски, хиндски и филмови на енглеском језику. Град такође има јавну библиотеку. У граду постоји неколико ТВ и радио станица, а доступна је услуга 4г мреже.

## Галерија
- Институт за тибетологију
- Поглед на једно од насеља Гангтока
- Канченџунга, трећи највиши планински врх на свету
- Споменик у Гангтоку
- Центар града

- Манастир Енчи
- Манастир Румтек
- Палата Туклаканг